# Herbert Wendt
 (mars 2018).
Si vous disposez d'ouvrages ou d'articles de référence ou si vous connaissez des sites web de qualité traitant du thème abordé ici, merci de compléter l'article en donnant les références utiles à sa vérifiabilité et en les liant à la section « Notes et références ».
Pour les articles homonymes, voir Wendt.
Herbert Wendt , né le 16 mai 1914 à Düsseldorf et mort le 26 juin 1979 à Baden-Baden, est un écrivain naturaliste, anthropologue et zoologiste allemand.